# کلاسور (کلیبر)
کلاسور یکی از روستاهای استان آذربایجان شرقی است که در دهستان میشه‌پاره بخش مرکزی شهرستان کلیبر واقع شده‌است. قبلاً این روستا از دهستان حسن‌آباد (محال حسنو) بوده‌است. اهالی کلاسور به زبان تاتی سخن می‌گفتند.